# Millennium Estoril Open 2021 - Qualificazioni singolare
Le qualificazioni del singolare maschile del Millennium Estoril Open 2021 sono un torneo di tennis preliminare per accedere alla fase finale della manifestazione. I vincitori dell'ultimo turno sono entrati di diritto nel tabellone principale. In caso di ritiro di uno o più giocatori aventi diritto a questi sono subentrati i lucky loser, ossia i giocatori che hanno perso nell'ultimo turno ma che avevano una classifica più alta rispetto agli altri partecipanti che avevano comunque perso nel turno finale.

## Teste di serie
1. Jaume Munar (qualificato)
2. Roberto Carballés Baena (ultimo turno)
3. Juan Ignacio Londero (ritirato)
4. Pedro Martínez (qualificato)

1. Pedro Sousa (primo turno)
2. Carlos Alcaraz (qualificato)
3. Brandon Nakashima (primo turno)
4. Liam Broady (primo turno)

## Qualificati
1. Jaume Munar
2. Nuno Borges

1. Carlos Alcaraz
2. Pedro Martínez

## Tabellone

### Legenda
| - Q = Qualificato - WC = Wild card - LL = Lucky loser | - ALT = Alternate - SE = Special Exempt - PR = Protected Ranking | - w/o = Walkover - r = Ritirato - d = Squalificato |

### Sezione 1
|  | Primo turno | Primo turno              | Primo turno              | Primo turno | Primo turno |  |  | Ultimo turno | Ultimo turno             | Ultimo turno             | Ultimo turno | Ultimo turno |  |
|  |             |                          |                          |             |             |  |  |              |                          |                          |              |              |  |
|  | 1           | Jaume Munar              | Jaume Munar              | 6           | 7           |  |  |              |                          |                          |              |              |  |
|  |             | Thomas Fabbiano          | Thomas Fabbiano          | 4           | 65          |  |  | 1            | Jaume Munar              | Jaume Munar              | 7            | 6            |  |
|  | WC          | Frederico Ferreira Silva | Frederico Ferreira Silva | 6           | 6           |  |  | WC           | Frederico Ferreira Silva | Frederico Ferreira Silva | 6            | 3            |  |
|  | 7           | Brandon Nakashima        | Brandon Nakashima        | 2           | 3           |  |  |              |                          |                          |              |              |  |

### Sezione 2
|  | Primo turno | Primo turno             | Primo turno             | Primo turno | Primo turno |  |  | Ultimo turno | Ultimo turno            | Ultimo turno            | Ultimo turno | Ultimo turno |  |
|  |             |                         |                         |             |             |  |  |              |                         |                         |              |              |  |
|  | 2           | Roberto Carballés Baena | Roberto Carballés Baena | 7           | 7           |  |  |              |                         |                         |              |              |  |
|  |             | Henri Laaksonen         | Henri Laaksonen         | 5           | 5           |  |  | 2            | Roberto Carballés Baena | Roberto Carballés Baena | 5            | 4            |  |
|  | WC          | Nuno Borges             | Nuno Borges             | 6           | 7           |  |  | WC           | Nuno Borges             | Nuno Borges             | 7            | 6            |  |
|  | 8           | Liam Broady             | Liam Broady             | 3           | 5           |  |  |              |                         |                         |              |              |  |

### Sezione 3
|  | Primo turno | Primo turno       | Primo turno       | Primo turno | Primo turno |  |  | Ultimo turno | Ultimo turno    | Ultimo turno    | Ultimo turno | Ultimo turno |  |
|  |             |                   |                   |             |             |  |  |              |                 |                 |              |              |  |
|  | Alt         | João Domingues    | João Domingues    | 4           | 2           |  |  |              |                 |                 |              |              |  |
|  |             | Carlos Taberner   | Carlos Taberner   | 6           | 6           |  |  |              | Carlos Taberner | Carlos Taberner | 5            | 3            |  |
|  |             | Tallon Griekspoor | Tallon Griekspoor | 1           | 3           |  |  | 6            | Carlos Alcaraz  | Carlos Alcaraz  | 7            | 6            |  |
|  | 6           | Carlos Alcaraz    | Carlos Alcaraz    | 6           | 6           |  |  |              |                 |                 |              |              |  |

### Sezione 4
|  | Primo turno | Primo turno             | Primo turno        | Primo turno | Primo turno |  |  | Ultimo turno | Ultimo turno       | Ultimo turno       | Ultimo turno | Ultimo turno |  |
|  |             |                         |                    |             |             |  |  |              |                    |                    |              |              |  |
|  | 4           | Pedro Martínez          | 6                  | 64          | 6           |  |  |              |                    |                    |              |              |  |
|  |             | Botic van de Zandschulp | 4                  | 7           | 1           |  |  | 4            | Pedro Martínez     | Pedro Martínez     | 7            | 7            |  |
|  |             | Marc-Andrea Hüsler      | Marc-Andrea Hüsler | 6           | 6           |  |  |              | Marc-Andrea Hüsler | Marc-Andrea Hüsler | 5            | 5            |  |
|  | 5           | Pedro Sousa             | Pedro Sousa        | 2           | 4           |  |  |              |                    |                    |              |              |  |